# Candidat officiel
 (février 2011).
Si vous disposez d'ouvrages ou d'articles de référence ou si vous connaissez des sites web de qualité traitant du thème abordé ici, merci de compléter l'article en donnant les références utiles à sa vérifiabilité et en les liant à la section « Notes et références ».
Les candidats officiels étaient, au XIXe siècle, des candidats aux élections proposés et soutenus par le pouvoir politique en place. Il s'agissait de faire en sorte que les futurs élus se comportent comme des soutiens du régime en place.

## Histoire

### Du Directoire à 1851
La pratique pour le gouvernement de recommander aux électeurs des candidats remonte au Directoire et à la Restauration, surtout après l'épisode de la chambre introuvable, mais prend une importance particulière sous le second Empire.

### Sous le Second Empire
Leurs affiches électorales étaient reconnaissables à leur couleur blanche, couleur des documents officiels publiés par le gouvernement. Ils bénéficiaient de différents avantages — facilités administratives, facilités dans le déroulement de leur campagne électorale — et du soutien des préfets locaux.
Sous le Second Empire, ces candidatures officielles étaient gérées par le ministère de l'intérieur (dirigé par Charles de Morny puis par Victor de Persigny à partir de janvier 1852). Les candidats officiels ont permis de renforcer les nouvelles institutions. L'élection du Corps législatif était davantage destinée à affirmer le soutien de l'opinion publique française au chef de l'État et à préserver l'union nationale autour de l'empereur Napoléon III qu'à assurer l'élection d'une assemblée représentative du titulaire de la souveraineté nationale. Une candidature officielle était donc assimilée à un « contrat » entre l'Empire et un candidat, au terme duquel ce dernier s'engageait « à appuyer le gouvernement, mais aussi à le contrôler loyalement, en ami fidèle qui éclaire et non en adversaire ardent qui critique et qui blâme » (Persigny).
La candidature officielle est abandonnée par le régime le 24 février 1870 à l'aube de l'Empire dit parlementaire, successeur de l'Empire autoritaire et de l'Empire libéral.

### Dernières attestations
La pratique de la candidature officielle est attestée en 1871 et au début de la Troisième République, même si elle n'a plus le caractère systématique qu'elle avait sous le Second Empire.